# Mojave (Califòrnia)
Mojave és una concentració de població designada pel cens dels Estats Units a l'estat de Califòrnia. Segons el cens del 2000 tenia 3.836 habitants.

## Demografia
Segons el cens del 2000, Mojave tenia 3.836 habitants, 1.408 habitatges, i 940 famílies. La densitat de població era de 25,3 habitants/km².
Dels 1.408 habitatges en un 37,5% hi vivien nens de menys de 18 anys, en un 43,7% hi vivien parelles casades, en un 16,4% dones solteres, i en un 33,2% no eren unitats familiars. En el 27,3% dels habitatges hi vivien persones soles el 9,2% de les quals corresponia a persones de 65 anys o més que vivien soles. El nombre mitjà de persones vivint en cada habitatge era de 2,71 i el nombre mitjà de persones que vivien en cada família era de 3,31.
Per edats la població es repartia de la següent manera: un ,5% tenia menys de 18 anys, un 8,8% entre 18 i 24, un 27,7% entre 25 i 44, un 20,2% de 45 a 60 i un 10,8% 65 anys o més.
L'edat mediana era de 32 anys. Per cada 100 dones de 18 o més anys hi havia 99,2 homes.
La renda mediana per habitatge era de 24.761 $ i la renda mediana per família de 28.496 $. Els homes tenien una renda mediana de 35.476 $ mentre que les dones 19.250 $. La renda per capita de la població era de 12.477 $. Entorn del 31,7% de les famílies i el 36,2% de la població estaven per davall del llindar de pobresa.

## Poblacions més properes
El següent diagrama mostra les poblacions més properes.